# 绍约拉德
绍约拉德，是匈牙利包尔绍德-奥包乌伊-曾普伦州所辖的一个村。总面积12.68平方公里，总人口3104，人口密度244.8人/平方公里（2011年1月1日）。